# Nohanent

Nohanent este o comună în departamentul Puy-de-Dôme, Franța. În 1 ianuarie 2022 avea o populație de 2.246 de locuitori.